# ویلیام ای. سایتر

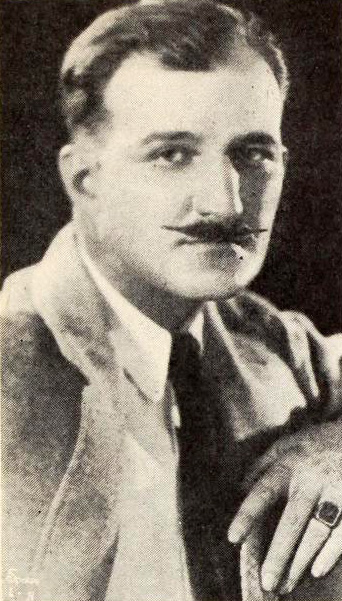
ویلیام ای. سایتر

ویلیام ای. سایتر (به انگلیسی: William A. Seiter)، (متولد ۱۰ ژوئن ۱۸۹۰ – درگذشته ۲۶ ژوئیه ۱۹۶۴) کارگردان اهل ایالات متحده آمریکا بود.
از فیلم‌هایی که وی در آن‌ها نقش داشته‌است، می‌توان به دختر نجیب؟ و پسران صحرا اشاره نمود.
او در ۲۶ ژوئیه ۱۹۶۴ در خانه‌اش در بورلی هیلز کالیفرنیا از حمله قلبی درگذشت.